# رجا (صوفیه)
رجا نزد صوفیه عبارت است از «سکون قلب به سبب حسن وعده»، «اطمینان به وجود خداوند کریم»، «انتظار خیر داشتن از کسی که خیر به دست اوست»، «قرب قلب از ملاطفت رب»، «رویه الجلال بعین الجمال» و «شاد شدن به فضل خداوند». رجا سبب می شود که در صاحب این حال طلب، جهد و طاعت نیک پدید آید.
برای رجا و اهل آن نیز انواعی برشمرده اند.
الف) ابونصر سراج رجا را به سه قسم تقسیم کرده است.
1. رجاء فی الله
2. رجاء فی سعه رحمه الله
3. رجاء فی ثواب الله

رجاء دوم و سوم مخصوص مریدانی است که به احسان و نعمت الهی چشم دوخته اند و آنها می دانند که کرم و فضل و جود از صفات الهی است و می توانند به این صفات دل ببندند تا از رحمت و نعمت خداوندی برخوردار شوند.
ب) اهل رجا را به سه گروه تقسیم کرده اند:
1. کسی که نیکی کند و امید داشته باشد که خداوند کارهای نیکش را بپذیرد
2. آنکه به معاصی و مناهی آلوده شود و توبه کند و امید داشته باشد خداوند او را ببخشاید
3. کسی که در گناه و آلودگی غرق باشد و بدون توجه به بخشودگی خداوند امید داشته باشد. رجاء اخیر را رجاء کاذب نامیده اند.

ج) کاشانی نیز اهل رجا را در دو گروه قرار می دهد:
1. طالبان حظ
2. طالبان حق

در واقع طالبان حظ صاحب رجائی می شوند که ابونصر سراج آن را چنین نام گذاری کرده است: رجاء فی سعه رحمت‌الله و رجاء ثواب الله؛ و طالبان حق نیز صاحب رجاء فی الله می شوند.